# Архілох
Архіло́х (дав.-гр. Αρχιλοχος; 689/680 до н. е., Парос, Греція — 640 до н. е., там же) — древньогрецький поет. Народився на острові Парос, був сином місцевого аристократа Телесікла та фракійської рабині Еніпо. В юності Архілох був жрецем Деметри на Паросі, пізніше перебрався на Фасос, став військовим (за однією з версій, найманцем), багато мандрував грецьким світом і помер у війні з наксосійцями. Про Архілоха розповідає антична традиція, укладена декілька сторіч по його смерті, та просякнута низкою легенд і суперечливих тлумачень його творів. Зокрема, це легенди про ліру, подаровану йому музами, про заснування на Паросі культу фалічного Діоніса, про сватання поета до доньки Лікамба Необули; згідно з пізнішими версіями цієї історії, ображений відмовою Архілох своїми огудними ямбами довів і Необулу, і її батька до самогубства. Відомий також епізод, в якому поет, за його власними словами, врятувався втечею в битві, кинувши свій щит.

## Біографія
Народився на острові Парос, син аристократа Телесікла і рабині Еніко. Не маючи спадкових прав, він був вимушений заробляти на прожиття самостійно, тому прожив нелегке життя. Моряк, найманець, рубака, шибайголова, він не гірше володів мечем, ніж пером. Час життя Архілоха точно не відомий, але з його іменем пов'язана перша точна дата в грецькій літературі. В одному його уривку описується сонячне затемнення, що відбувалося за обчисленнями астрономів 6 квітня 648 р. до н. е.
Існує легенда про те, що одного разу юний Архілох за наказом батька погнав у сусіднє селище на продаж корову. При світлі місяця він помітив якихось жінок, що підійшли до нього зі сміхом і жартами, пропонуючи продати корову їм. Не встиг Архілох відповісти, як вони зникли, залишивши біля його ніг ліру. Вдома ніхто не повірив йому, але через те, що корову ніде не могли знайти, батько вирушив до Дельф й там дістав від оракула відповідь: синові призначено набути безсмертної слави.
Відомо, що все життя поета супроводжувала бідність і він змушений був стати воїном-найманцем. Воював у Фракії, на острові Евбея, захищав грецьку колонію на острові Фасос, засновану ще його дідом, загинув у бою на острові Наксос. Про свою небезпечну професію він сам свідчив:
Хліб мій на списі замішаний; теж і вино я на списі
Маю ісмарське, і п'ю, спершись на списа також.
(переклад Г. Кочура)
У цьому вірші втілився дух воїнського життя, де слово «спис» є ключовим. Перше вживання цього слова («хліб мій на списі замішаний») сприймається метафорично: він заробляв гроші («хліб»), наймаючись до когось на час бойових дій (де застосовував списа). А друге («вино я на списі маю») є реальним фактом, адже еллінські вояки на марші носили на списах вузлики з харчами, де було й вино.
Безперервні бої виховують у ньому і філософське ставлення до життя, що уявляється йому продовженням битви. Поет радить завжди бути стійким і зносити удари долі. Крім того, поет вважає, що майбутнє людини залежить від долі і випадку.
Архілох жив в епоху запеклих соціально-політичних конфліктів і яскраво зобразив у своїх віршах, від яких залишилися лише уривки, життєві поневіряння відщепенця від свого класу. Архілох писав епіграми, елегії, гімни. Але особливо славилися його уїдливі ямби. У віршах Архілоха ми вперше зустрічаємо шестистопний ямб, що згодом став пануючим у грецькій і римській драмі. Архілох створив епод — строфу, що складається з ямбічного і дактилічного вірша (ахіллесова строфа), добре відому нам по наслідуванню Горація.
За переказом, Архілох не дожив до старості. Він все життя воював і навіть загинув між військами двох еллінських островів — Пароса і Наксоса. Хоч Архілох був мужнім, це вже була зовсім не та «класична» мужність, не та героїка, яку проповідував у своєму епосі Гомер. Якщо для героїв Гомера повернутися без щита означало б довічну ганьбу, адже кредо тієї героїчної доби втілювалося у вислові «зі щитом (перемога) або на щиті (смерть)». Та Архілох писав, що під час одного з боїв свого щита загубив і його зараз носить ворог, але він, Архілох, цим не переймається і купить собі нового щита:
Хтось із саійців щитом моїм нині хизується, певно:
Славний був щит, але ба, кинуть в кущі довелось —
Душу зате я зберіг, ну а щит? Та що мені щит той?
Хай собі!.. Інший куплю — гіршим не буде, либонь.
(переклад А. Содомори).
Та й посмертна слава поміж нащадками його цікавить значно менше, ніж героїв «Іліади». Згадаймо слова Гектора перед останнім в його житті двобоєм з Ахіллом:
Тільки коли б мені тут без борні не загинуть, без слави…
Виконати діло велике на спогад далеким нащадкам!…
Тож абсолютним дисонансом Гомеровим віршам звучать рядки Архілоха:
Хто помер той не діждеться ні пошани в громадян
Ні хвали: живі — в живих ми ласки квапимось собі
Запобігти; жереб мертвих щонайгірший був і є.
(переклад А. Содомори).
Шанувався Архілох греками як найвидатніший ліричний поет. Його ставили в один ряд з Гомером і Гесіодом. По смерті був визнаний гідним божественних почестей; на Паросі навіть відкрили його святилище. Збереглись уламки напису при вході, що містять текст легенди про божественне посвячення Архілоха.

## Творчість Архілоха

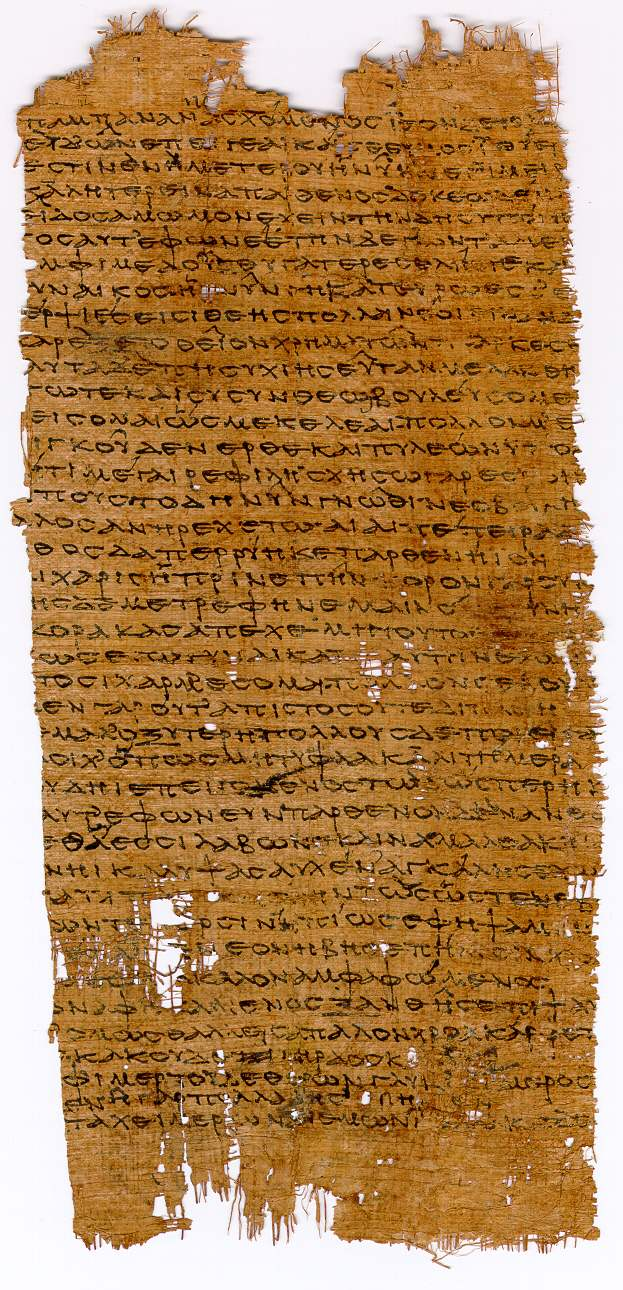
Фрагмент Архілохового рукопису

Архілох жив в епоху запеклих соціально-політичних конфліктів; настрій епохи яскраво відображено в його віршах. Архілох відмовляється від героїчного ідеалу гомерівської традиції. Він воліє брати активну участь у житті, безособовому «епосу аристократії» протиставляє суб'єктивну поезію особистості — антагоніста громадським умовностей.
Папірусні знахідки останніх десятиліть значно розширили уявлення про творчість Архілоха. Близько 120 збережених фрагментів творів Архілоха відрізняються великою різноманітністю. Архілох писав у різних жанрах (гімни богам, елегії, байки, епіграми), проте найбільшу славу придбали його «ямби», або Еподи — вірші, полемічно загострені проти аристократичних уявлень про честь, доблесті та посмертної слави.
Архілох був першим і найвидатнішим представником ямбічної лірики, хоч писав також елегійні вірші. Його філософія відповідала новій суспільній моралі, що відкидала всі традиції й правила аристократії. Сам Архілох це підтверджує і життям, і поведінкою. Так, він не звертав уваги на закиди недоброзичливців, відкрито поривав з деякими традиціями, був завжди відвертий у своїх почуттях.
Саме у віршах Архілоха дослідники знайшли першу реальну історичну дату (а отже це перша історична дата у всій античній літературі) — це 6 квітня 648 р. до н. е. Це день затемнення сонця і вчені точно встановили його. Для Архілоха, поета, який знаходився на межі двох світів: старого, героїчного (доби Гомера), і нового, авантюрно-прагматичного, який відірвався від першого, але не повністю сприйняв другий і з цих світів, затемнення сонця стало наче символом «затемнення людської долі», її непередбаченості. Він чи не вперше в світі висловив думку, що людина — лише маленька піщинка у вихору земного життя (лейтмотив літератури бароко, а також модернізму):
Що б назвав ти неможливим, несподіваним, а чи —
Дивним, раз (усі те зріли) Олімпійців батько — Зевс
Сонця блиск, ясного сонця, заховав — і серед дня
Ніч зіслав — блідий із нею жах людьми оволодів?
Відтоді — вже все можливе, вже всього чекати їм
Можна, тож було б не диво, якби звір якогось дня
В морі звичаєм дельфінів розважатися почав
Ну а ті з осель їм любих, із обіймів хвиль лунких —
У глухі пірнули хащі, в нетрі-нори лісові…
(переклад А. Содомори)
Дуже близько до концепції цього вірша уявляється провідна думка наступного, де також іде мова про непередбачуваність людської долі, яку вирішують суто боги, але не сама людина:
Всі шляхи богам відкриті —
Часто з чорної землі
Піднімають горем вбитих,
А не раз по волі їх
Самовпевнені і горді,
Мов підкошені падуть.
І тоді за лихом лихо
Гне їм спину, і вони
Йдуть по світу жебраками
Без думок і без мети.
(переклад А. Содомори)
Цьому хаосу людського буття, безсиллю людини вплинути на свою долю поет протиставляє одне — «мужність, непохитне серце»
Серце, серце! Біди люті звідусіль тебе смутять —
Ти ж відважно захищайся, з ворогами позмагайсь.
Хай на тебе скрізь чатує ворожнеча — завжди будь
Непохитне. Переможеш — хвались відкрито цим,
Переможене — удома в самоті стримуй плач.
Радість є — радій не надто, є нещастя — не сумуй
Понад міру. Вмій пізнати зміни в людському житті.
(переклад Г. Кочура)
Цей мужній пафос творчості поета пронизує більшість його відомих творів.
Заради справедливості слід сказати, що Архілох розробляв багато тем, у тому числі й тему кохання, був тонким інтимним ліриком. Так, у 1974 році уперше було опубліковано вірш із 35 рядків (це найбільший з його відомих творів), і в цьому тексті досить сміливо описані діалог юнака і дівчини, який завершується любовною сценою. Подібну спрямованість віршів ми згодом зустрінемо в Анакреонта. Причому, на відміну від Гомера, Архілох уже намагався зобразити не зовнішні вияви почуттів, а прагне відтворити дію почуття ніби «зсередини» (це ми згодом знайдемо в Сапфо). Так, почуття закоханого, який не бачить взаємності, Архілох порівнює з мороком, який «густо заволік очі закоханого» і «викрав з його грудей ніжні почуття».
Відомий античний переказ, що, мовляв, якийсь Лікамп пообіцяв віддати за Архілоха свою доньку Ніобу, але обманув поета, віддавши доньку за іншого. І що, мовляв, після цього обурений Архілох написав про цих двох своїх земляків настільки дошкульні ямби, що Лікамп не витримав ганьби і вкоротив собі віку. Але подібні «історії» розповідають про інших творців ямбів, які «відзначилися» подібним доведенням до самогубства людей саме за допомогою дошкульної сили своїх віршів (ямбів). Що це, правда чи вигадка? Звісно, враховуючи колосальну віддаленість від нас доби античності цих «страшних оповідок» достеменно як ніхто не заперечить, так ніхто й не доведе. Але найімовірніше саме таким чином підкреслювалася сила поезій Архілоха, їхнього впливу на людей. З подібним прийомом підкреслення сили вірша Тертея (за допомогою створення образу фізично слабкого вчителя музики замість мужнього і сильного спартанця) ми щойно зустрілися у процесі розгляду його творчості.
Дуже імовірно, що обидва цих поети стали об'єктами своєрідної «емблематизації», адже пізніше дослідники просто зробили їх свого роду «емблемами», «символами» якихось конкретних явищ літератури: Тіртей — творець патріотичних елегій, Архілох — творець дошкульних ямбів (так наче інших тем і жанрів у творчості цих поетів і не було).
Але повернімося до Архілоха, якого давні греки ставили в поетичній майстерності поруч з Гомером. А на острові Паросі навіть існував його культ і на честь Архілоха було збудовано святилище, уламки якого збереглися до нашого часу.
З літературної спадщини Архілоха до нас дійшло понад двісті уривків, серед яких немає жодного вірша, який зберігся би повністю. До нас дійшло близько 20 фрагментів інтимної лірики, у яких ніжність і раптове озлоблення зійшлися поруч. Особливо болісно він переживав своє нещасливе кохання до дівчини Необули. З незвичайною щирістю і цнотливістю описує він вроду нареченої, розповідає про любовні муки, що охоплюють його. Серед його творів багато гімнів, елегій, байок. Проте Архілох уславився своїми сатиричними ямбами. У віршах Архілоха знайшли відбиття філософські роздуми про несталість життя, соціальні події того часу, особисті переживання.
Сам Архілох називав свою поезію і ліру «солодким даром Муз», а себе — «глашатаєм» і «воїном». Відповідно до тієї самої легенди, він по новому почав співати нові пісні, ввів на Паросі новий культ Діоніса. Але співвітчизники поета вороже зустріли ці нововведення і навіть обвинуватили його в безбожництві. Тоді за співака заступився сам Діоніс, жорстоко покаравши паросців, і ті, за порадою Аполлона, покаялися і по заслугах оцінили Архілоха.
Поет одним із перших у грецькій літературі висуває ідею золотої середини, яка надзвичайно чітко пізніше буде сформульована римським поетом Горацієм. Хоча поет й проповідує помірність і стриманість у горі й нещасті, але особисті неприємності викликають у нього нестримне шалене озлоблення. Архілох узагалі надзвичайно емоційний. Є уривки, у яких поет возвеличує дружбу. Один із них присвячений пам'яті зятя, який загинув у морі. У всіх своїх нещастях, навіть коли доводиться і «руку простягати», поет незмінно покладає надію на всевидющих богів.
Під час перебування в Греції Архілох відвідав Олімпію, де написав гімн на честь Геракла, засновника Олімпійських ігор. Цей гімн із популярним приспівом «тенелла» пізніше протягом багатьох століть виконувався на цих іграх.
Творчість Архілоха надзвичайно багата за змістом і формою. Він створив чудову за багатством і чистотою поетичних засобів лірику, сповнену найтонших відтінків. Ним були написані не тільки ямби та елегії, але й епіграми, гімни, пов'язані з сучасністю байки («Мавпи», «Лисиця і Орел»).
Цей мужній пафос творчості поета пронизує більшість його відомих творів, тому останній рядок наступного вірша («сльози облиште жінкам») можна сприймати як своєрідний епіграф до всієї творчості поета:
В горі невтішному всі заніміли, Перікле, сьогодні,
Сумно за нашим столом, місто затихло в журбі.
Хвилі бурхливі таких благородних людей поховали —
Біль непомірний тепер стискує наші серця.
Та пам'ятайте про те, що від горя жорстокого захист
Нам дарували боги — стійкість твердої душі.
Лихо зрадливе не спить, а чатує на кожного пильно:
Нині ридаємо ми, ятриться рана у нас,
Завтра — на інших черга, то ж візьміть себе в руки скоріше,
Мужніми будьте, терпіть, сльози облиште жінкам.
(Переклад А. Содомори)
Виразність Архілохової стриманої, невимушеної й витонченої мови, ліричних образів, зробила його чи не найвидатнішим поетом античності. Його ім'я було оточене загальною любов'ю, про що свідчить пам'ятник, поставлений на початку I ст. до н. е. на батьківщині поета. На ньому були вирізьблені найголовніші дати життя Архілоха (вони майже не збереглися). На честь поета встановлено культ — свідчення, що його шанували як міфологічного героя.
Поезія Архілоха надала поштовх розвитку грецької лірики, а його нововведення були підхоплені численними поетами і письменниками, включно з грецькими комедіографами V ст. до н. е.
Творчість Архілоха буда надзвичайно емоційною. Є уривки, у яких поет звеличує дружбу. Один із них присвячений пам'яті зятя, який загинув у морі. Архілох дуже його любив, високо цінував і тому зі щирістю і ніжністю оплакує його і навіть зізнається, що після його смерті «ні ямби, ні втіхи на розум не йдуть». Проте поет знаходить засіб від горя, посланий самими богами — «стійкість незламну». У всіх своїх нещастях, навіть коли доводиться і «руку простягти», поет незмінно покладає надії на всевидющих богів. Всемогутні, вони можуть і підвести людину з чорної землі та поставити на ноги, і кинути напризволяще. Він радить ніколи не дивуватися діям Зевса і богів, бо для смертних вони незбагненні. Боги — вершителі долі людей:
О Зевсе, батьку мій! Царюєш в небесах,
Ти свідок справ людських —
І злих, і правих. Тож тобі не все одно,
По правді звір живе чи ні
(Переклад Н. Пащенко)

## Видання творів і переклади
- Some Recently Found Greek Poems. Text and Commentary. Jan Maarten Bremer, Anna Maria van Erp Taalman Kip, Simon Roelof Slings (= Mnemosyne. Supplementum. Band 99). Brill, Leiden u. a. 1987, ISBN 90-04-08319-7 (Archilochos, Alkaios]], анонімний кментар до Hipponax, Stesichoros).
- Archilochos. Griechisch – Deutsch. 2., verbesserte Auflage, herausgegeben von Max Treu. München 1979.
- Iambi et elegi Graeci ante Alexandrum cantati. Band 1: Archilochus, Hipponax, Theognidea. Herausgegeben von Martin L. West. Oxford 1971 (2. Auflage 1989), ISBN 0-19-814696-5 (Standardausgabe).
- Archilochos: Gedichte. Griechisch – Deutsch. Übersetzt von Kurt Steinmann. Frankfurt am Main 1998.
- Archilochos: Gedichte. Griechisch – Deutsch. Herausgegeben von Rainer Nickel. Düsseldorf/Zürich 2003.
- Archilochus: The Poems. Introduction, Text, Translation, and Commentary. Ed. by Laura Swift. Oxford University Press, Oxford 2019.

## Переклади українською
- Архілох. Смуток, Перікле, довкола запав, не зазнає сьогодні... // Зарубіжна література. Хрестоматія для 8 кл./Упорядник Скрипник В.М. Донецьк: БАО, 2000. 668 с.
- Антична література: Хрестоматія. Упорядник О.І.Білецький. К.: Радянська школа, 1968 (2-ге видання). 612 с. С.: 134-135.
- Архілох. Хліб на списі. Фраґменти віршів. Переклад з давньогрецької, передмова, коментарі Андрія Содомори Львів: ЛА «Піраміда», 2014. — 196 с. — (Приватна колекція) — ISBN 978-966-441-342-5